# Ryszard Karalus
Ryszard Karalus (ur. 26 maja 1945 w Suwałkach) – polski piłkarz, trener piłkarski, były trener i dyrektor klubu Jagiellonia Białystok. 

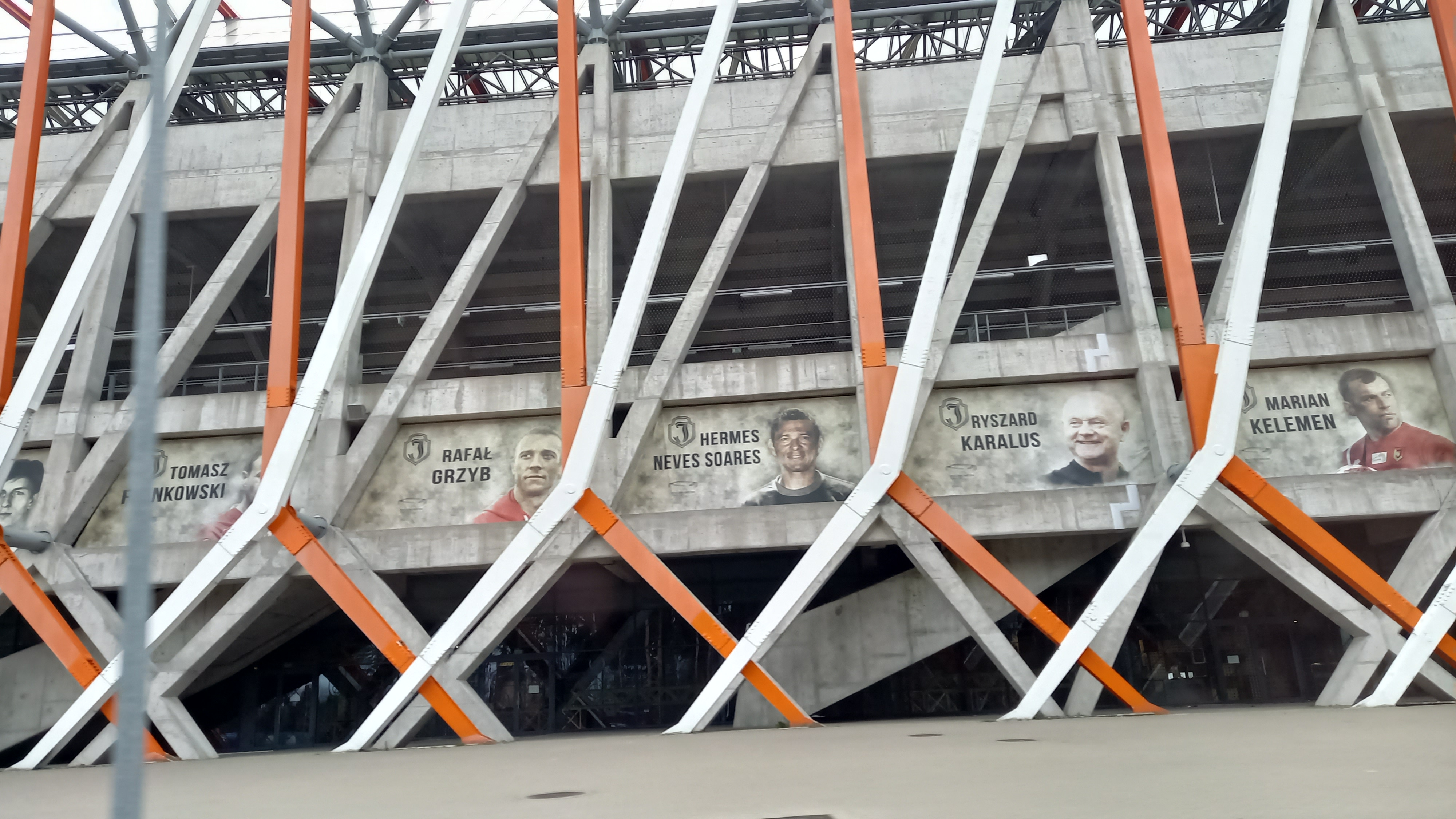
Podobizna Karalusa na ścianie Stadionu Miejskiego w Białymstoku

## Kariera
Jest wychowankiem Wigier Suwałki, w I drużynie Wigier grał w latach 1962-1965. Następnie w czasie odbywania służby wojskowej w latach 1965-1967 grał w Husarze Nurzec. Po przejściu do rezerwy w był zawodnikiem III ligowego Włókniarza Białystok, wystąpił w 180 meczach strzelił 43 gole. 
W 1974 przeszedł do Jagiellonia Białystok, w której wystąpił w 43 meczach i strzelił 3 bramki. Grał w niej jako zawodnik, był trenerem, dyrektorem klubu, działaczem.